# وینفیلد (کانزاس)
وینفیلد (به انگلیسی: Winfield) شهری در ایالت کانزاس کشور ایالات متحده آمریکا است که جمعیت آن در سرشماری سال ۲۰۱۰ میلادی، ۱۲٬۳۰۱ نفر بوده‌است.